# Eduard Stützel
Carl Heinrich Eduard Stützel (* 11. Juni 1806 in Berlin; † nach 1862; auch Stietzel) war ein deutscher Holzschnitzer und Bildhauer, der in Berlin und vor allem in Potsdam tätig war.

## Werdegang
Stützel studierte an der Königlich Preussischen Akademie der Künste in Berlin. Zwischen 1826 und 1840 zeigte er auf den Akademieausstellungen Holzarbeiten, unter anderem 1832 eine Lindenholz-Arabeske aus dem italienischen Mittelalter nach einem Entwurf von Karl Friedrich Schinkel, 1834 eine Statuette des preußischen Königs Friedrich Wilhelm III. aus Buchsbaumholz nach Ludwig Wilhelm Wichmann und eine Buchsbaum-Statuette des Dichters Johann Wolfgang von Goethe. Nach eigenen Entwürfen entstanden Büsten und Medaillons in Gips und Marmor. 1829 erhielt er für seine Leistungen eine öffentliche Belobigung.
Friedrich Wilhelm IV. berief Eduard Stützel 1840 nach Potsdam. Der preußische König widmete sich nach seinem Regierungsantritt neben dem Bau neuer Gebäude und deren bildhauerischer Ausschmückung, im Park Sanssouci auch der Restaurierung und Wiederaufstellung alter Kunstwerke aus friderizianischer Zeit. Von den originalen Figuren der Parkanlage waren zuvor einige in die neu gegründeten Berliner Museen abgegeben worden und da der Versuch einzelne Werke zurückzuholen am Widerstand des seit 1839 tätigen Generaldirektors Ignaz von Olfers scheiterte, wurden sie in Potsdam durch Kopien ersetzt. Mit dieser Aufgabe war neben weiteren Künstlern auch Eduard Stützel betraut, der Nachbildungen antiker Bildwerke schuf, unter anderem Standfiguren für das Halbrondell am Neuen Palais, Büsten in den Figurenrondellen der Parkanlage und nach Entwürfen von Bildhauerkollegen, allegorische Figuren am Neubau des Orangerieschlosses. In Potsdam wurde er Mitglied der Freimaurerloge Teutonia zur Weisheit.
Stützel war seit 1836 mit Hermine Charlotte Helene Krutisch verheiratet. Zu ihren Kindern gehörte der Bildhauer Hermann Eduard Otto Stützel (* 13. Januar 1837 in Potsdam; † 15. März 1862 ebenda).

## Werke (Auswahl)

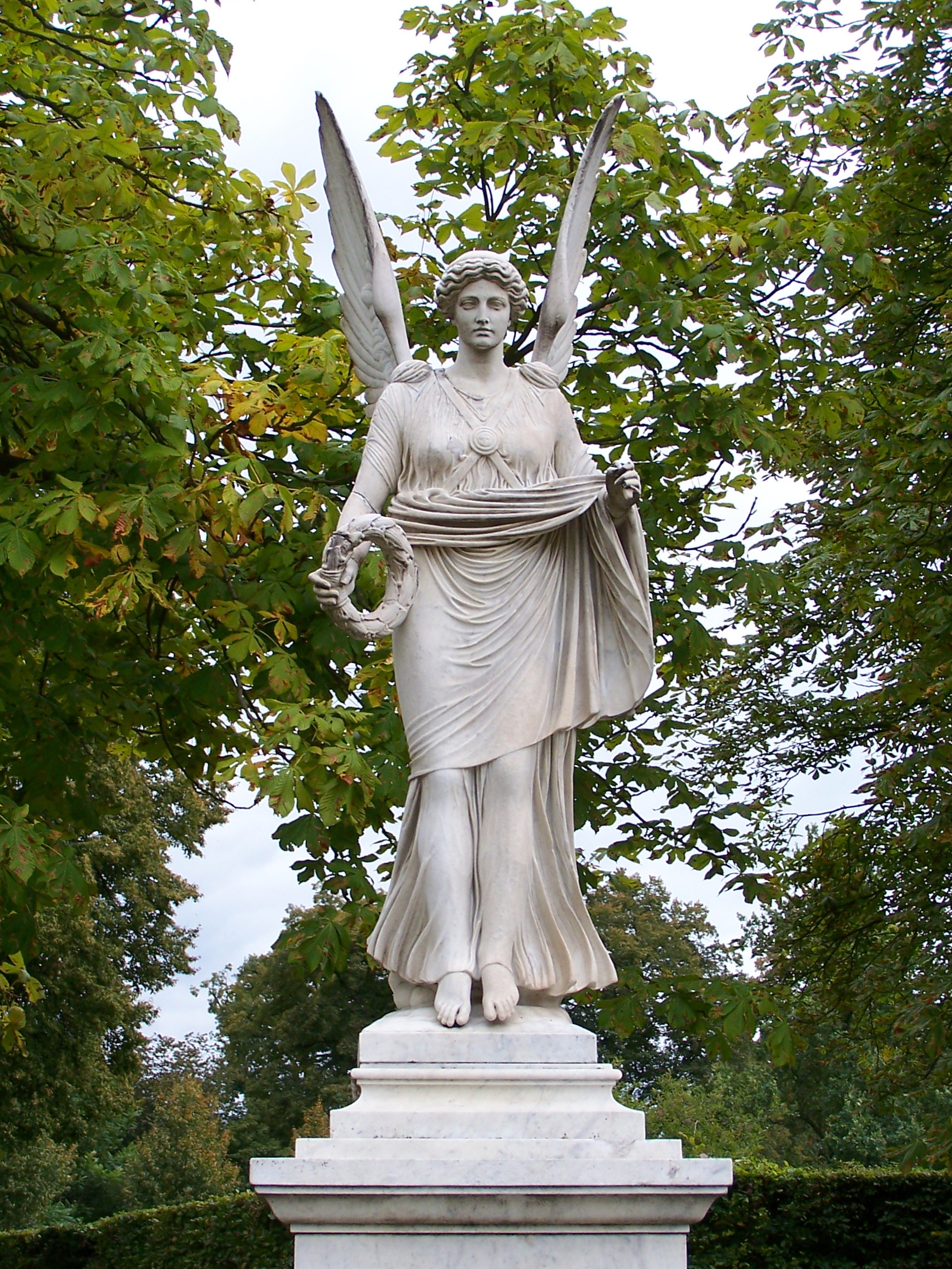
Fliegende Viktoria, 1850, Kopie nach antiker Figur

- 1832 Lindenholz-Arabeske aus dem italienischen Mittelalter, nach Entwurf Karl Friedrich Schinkels
- 1834 Statuette des preußischen Königs Friedrich Wilhelm III. aus Buchsbaumholz, nach Ludwig Wilhelm Wichmann
- 1834 Statuette des Dichters Johann Wolfgang von Goethe aus Buchsbaumholz
- 1841 „Mohrin“, Kopie (aus schwarzem Kalkstein und weißem Marmor) von einer Büste aus dem 17. Jahrhundert. Ursprünglich Erstes Rondell im Park Sanssouci (zeitweise auch als „Mohrenrondell“ bezeichnet), heute im Schloss Caputh (im Rondell durch Kopie ersetzt).
- um 1843 „Bacchant mit Tierfell und Bockskopf“, Kopie nach Jean Cherin um 1773, Neues Palais, Park Sanssouci
- 1844 „Thalia mit Kastagnetten, Schriftrolle und Messinstrumenten“ sowie „Melpomene mit Buch, Krone und Dolch“. Ursprünglich Kopien im Musenrondell, Park Sanssouci (durch Kopien ersetzt)
- 1850–1857 „Fliegende Viktoria“, 1850; „Ausruhender Satyr“, 1853; „Apoll Lykeios mit Kithara“, 1854; „Fortuna“, 1855; „Bogenschütze“, 1856; „Urania mit Himmelskugel“, 1857; „Antonius als Merkur“, 1858; Kopien nach antiken Figuren, Neues Palais (Halbrondell, Parkseite), Park Sanssouci
- 1852 „Apollo mit Lyra“, Kopie einer römischen Antike, Neue Kammern (Mittelrisalit), Park Sanssouci
- 1855 „Amalie zu Solms-Braunfels“, Kopie einer vermutlich 1647 entstandenen Büste von François Dieussart (Original nicht erhalten). Kopie nach Stützel von Konscha Schostak im Oranierrondell, östlicher Lustgarten, Park Sanssouci
- 1858 „Kapitolinischer Antinous“ vor dem Neuen Palais, Potsdam (Kopie vermutlich von Eduard Stützel)
- 1861 „Flora“, nach einem Entwurf von Ferdinand Hieronymus Schindler, Orangerieschloss (Oberste Terrasse)
- 1862 „Najade reitet auf einem Löwen mit Fischschwanz“, nach einem Modell von Julius Franz (1858). Sizilianischer Garten im Park Sanssouci
- von 1863 bis 1868 Allegorien der Monate und Jahreszeiten, Orangerieschloss
  - 1863 „Der Mai“, nach einem Modell von Hermann Wittig (1862), am Westflügel
  - 1864 „Der Juni“, nach einem Modell von Hermann Schievelbein (1863), am Westflügel
  - 1865 „Der April“, nach einem Modell von Hermann Schievelbein (1863), am Westflügel
  - 1865 „Der November“, nach einem Modell von Julius Franz (1864), am Ostflügel
  - 1866 „Der August“, nach einem Modell von Julius Franz (1864), am Ostflügel
  - 1866 „Der März“, nach einem Modell von Hermann Schievelbein (1864), am Westflügel
  - 1867 „Der Winter“, nach einem Modell von Julius Franz (1865), am Ostflügel
  - 1868 „Der September“ nach einem Modell von Julius Franz (1865), am Ostflügel
  - 1868 „Der Frühling“, nach einem Modell von Julius Franz (1866), am Westflügel

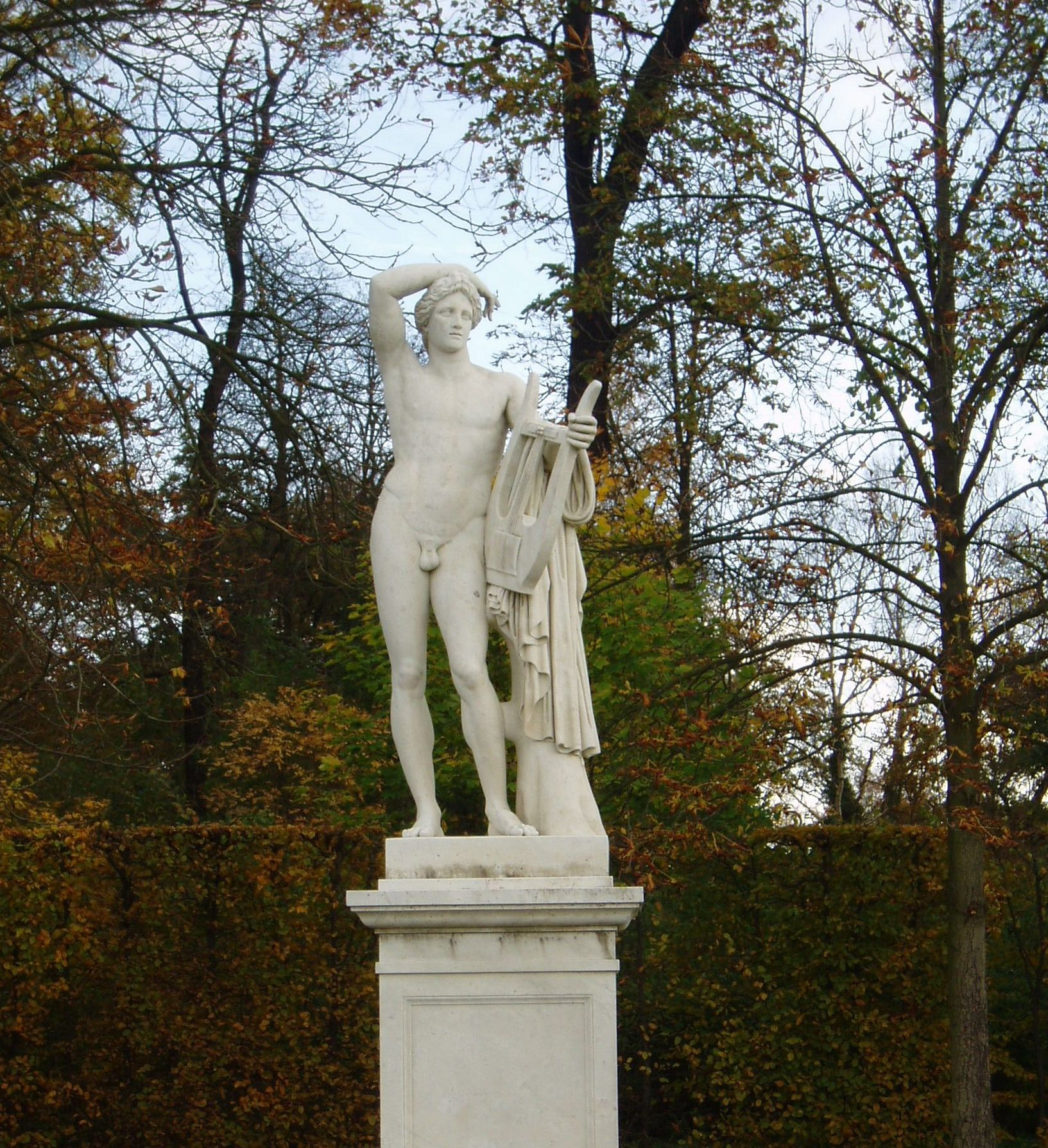
Apoll Lykeios mit Kithara, 1854
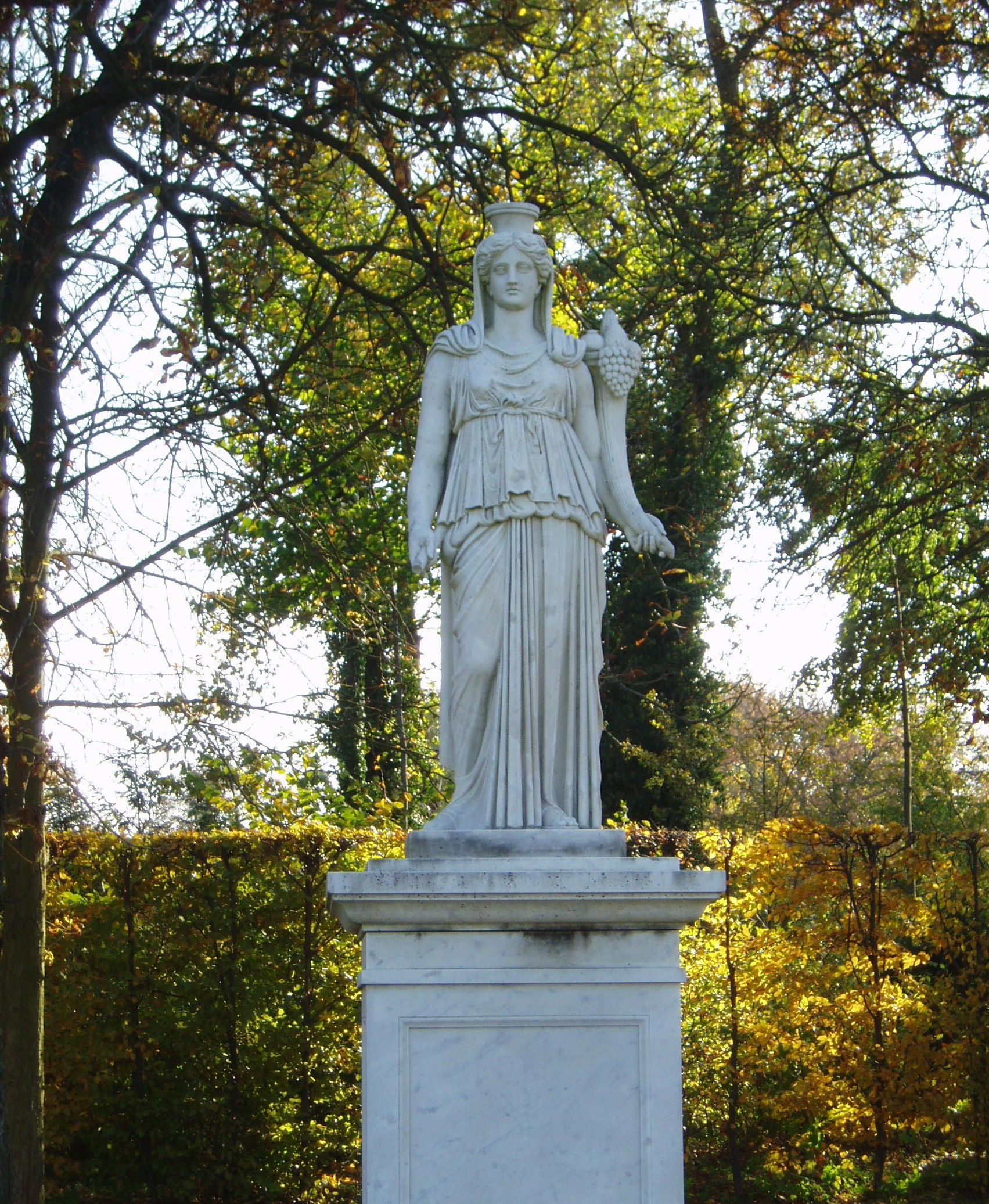
Fortuna, 1855
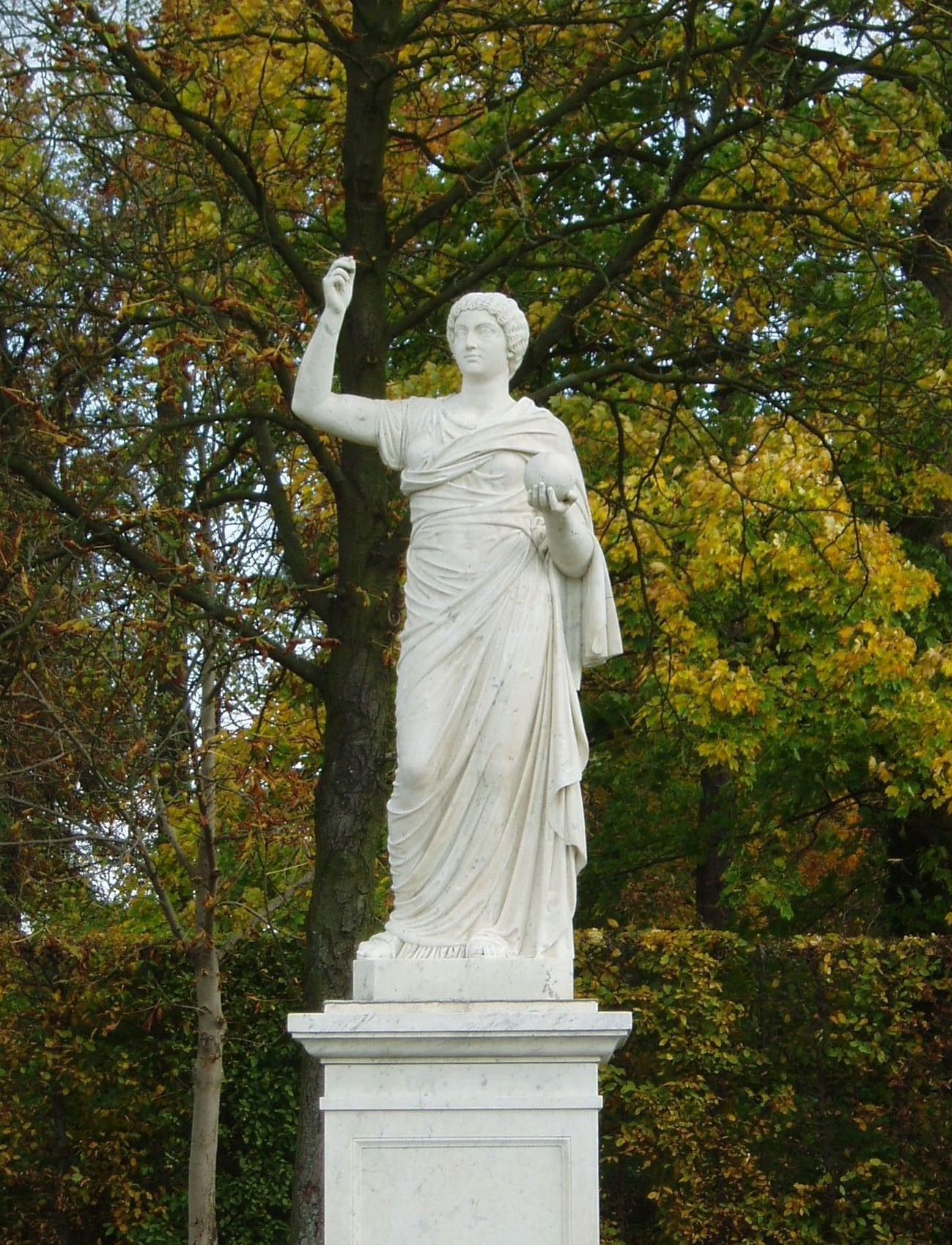
Urania mit Himmelskugel, 1857
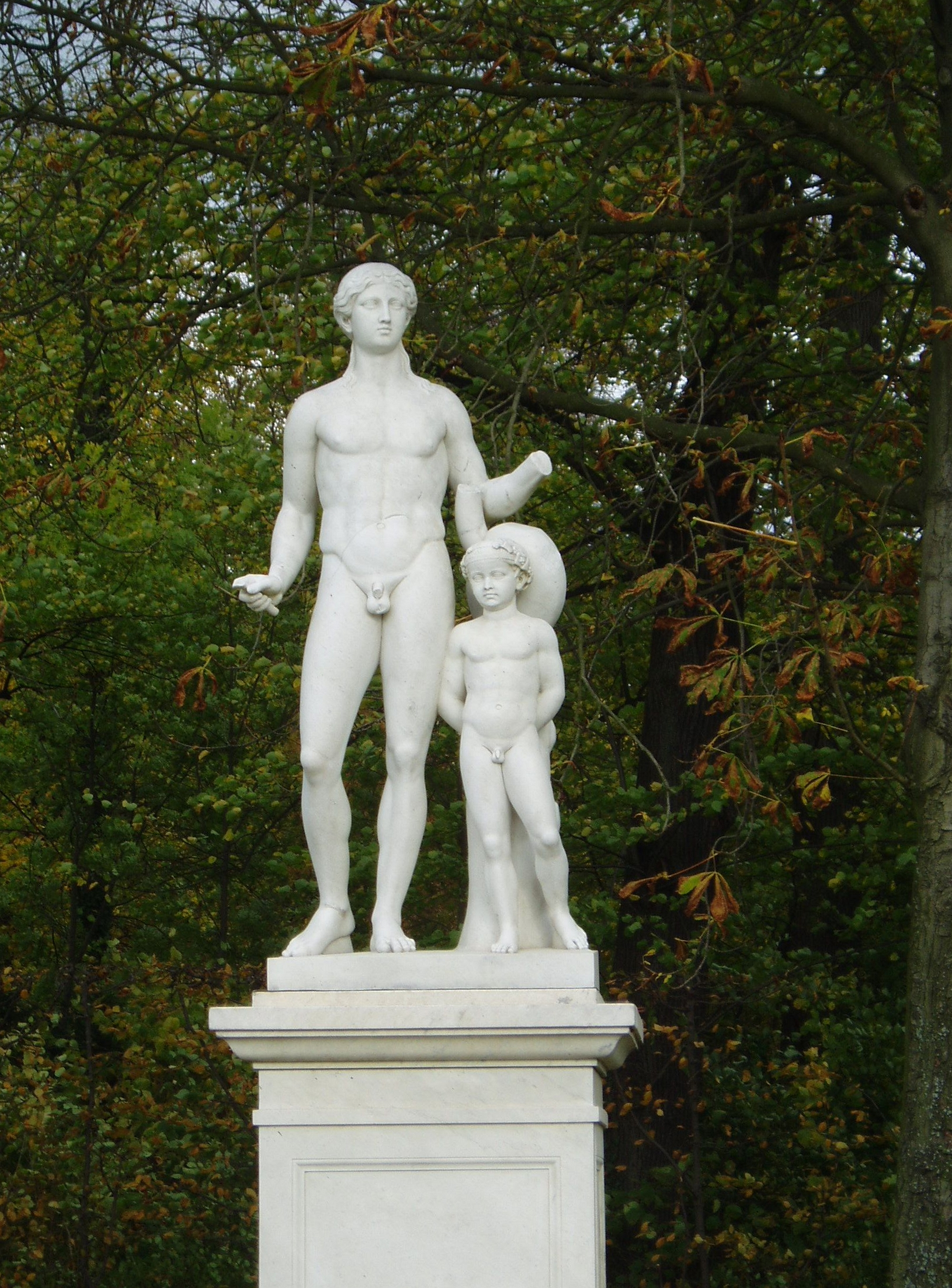
Apoll mit Merkurknaben, 1859